# Cirrus Logic
Cirrus Logic Inc. (NASDAQ: CRUS

) er en amerikansk udvikler af mikrochips til lyd og computerudstyr. Virksomheden får sine produkter produceret af andre virksomheder. Deres hovedkvarter er i Austin, Texas.
Suhas Patil etablerede Patil Systems, Inc. i Salt Lake City i 1981. I 1984 indførte de navnet "Cirrus Logic".
Cirrus Logic har over 3.9000 patenter.